# Marie-Ange Donzé
 (avril 2012).
Si vous disposez d'ouvrages ou d'articles de référence ou si vous connaissez des sites web de qualité traitant du thème abordé ici, merci de compléter l'article en donnant les références utiles à sa vérifiabilité et en les liant à la section « Notes et références ».
Pour les articles homonymes, voir Marie-Ange.
Marie-Ange Donzé (Belfort, 29 juin 1949 - Créteil, 30 août 2006) est une écrivaine, une journaliste et une photographe française.

## Biographie
Aînée de 4 enfants, Marie-Ange grandit dans la région de Belfort.

### Diplômes
- Diplôme de l'École Nationale d'Administration Municipale (Paris Dauphine)

### Vie professionnelle
- 1976-1977 : Ailleurs, magazine de reportage, lancement du mensuel
- 1977-1997 : Reportages en Asie et en Afrique pour des hebdomadaires et des magazines d'actualité
- 1997/2005 : Directrice adjointe de la rédaction de la revue "Paroles d'Images" (Groupe "le Monde-la Vie") Recherche iconographique pour des ouvrages de références tels que l'Europe de l'An 1000, Visages de femmes au Moyen Âge, Éditions d'art Zodiaque

- Réalisatrice de films documentaires 23 films diffusés sur Chanel Four, BBC 2, France 2, France 3 sur les thèmes du droit des femmes, l'environnement, l'eau, l'agriculture 12 courts métrages diffusés par le ministère de l'Éducation Nationale et de la Recherche sur les métiers artistiques et scientifiques : aérospatiale, compagnie nationale de danzse Angelin Preljocaj, ENS Cachan, CNRS, Institut de veille Sanitaire…

### Auteur
- Marie-Ange Donzé et Rosine Mazin, Femmes du silence, Paris, Hachette, 1982 (ISBN 978-2-85108-308-1).
- Marie-Ange Donzé et Claude Sauvageot, Une autre Chine : l'extraordinaire voyage de deux journalistes à travers la Chine d'aujourd'hui, Paris, Éditions Albin Michel (ISBN 978-2-226-01066-7 et 2-226-01066-1).
- Marie-Ange Donzé et Claude Sauvageot, La Chine aujourd'jui, Paris, Éditions Jeune Afrique, 1979 (ISBN 978-2-85258-140-1) publié en français, anglais, allemand. 7 rééditions.
- Marie-Ange Donzé, Chez Alexandra David-Néel à Digne-les-Bains, Evreux, Revue Lunes, 2001, 71 p. (ISBN 978-2-914218-05-4 et 2914218052) et création de la collection une Femme/un lieu.

### Vie familiale
- Le 25 août 1981 nait son premier enfant, un fils prénommé Alexandre qui trouvera la mort le 27 août 2006 dans un accident de voiture.
- Le 8 juillet 1983 nait son second enfant, une fille prénommée Elise.
- Le 19 décembre 1983, elle épouse le photographe Claude Sauvageot, le père de ses deux enfants à la mairie du Kremlin-Bicêtre.
- Le 30 août 2006, mort des suites d'un accident de voiture.

## Œuvres
- Claude Sauvageot, Marie-Ange Donzé Une autre Chine : l'extraordinaire voyage de deux journalistes à travers la Chine d'aujourd'hui, Albin Michel, Paris, 1980
- Marie-Ange Donzé, Femmes du silence, Hachette, 1982
- Marie-Ange Donzé, Claude Sauvageot, La Chine aujourd'hui, Les Éditions du Jaguar, 1994
- Marie-Ange Donzé, Chez Alexandra David-Néel à Digne-les-Bain, Éditions Lunes, 2001